# 원숭이 섬 2: 르척의 복수
《원숭이 섬 2: 르척의 복수》(Monkey Island 2: LeChuck's Revenge)는 1991년 루카스아츠가 개발하고 배급한 어드벤처 게임이다. 《원숭이 섬》 중 두 번째 게임으로, 《원숭이 섬의 비밀》의 후속작이자 SCUMM 엔진을 사용한 6번째 루카스아츠 게임이다. iMUSE 사운드 시스템을 채용한 최초의 게임이다.
원숭이 섬 2 개발팀은 시리즈의 전작 게임과 대체적으로 동일하다. 프로젝트는 론 길버트가 주도했다. 이 게임은 대중적으로는 성공을 거두었으나 상업적으로는 실패했다. HD 리메이크작이 2010년 출시되었으며 2017년 2월 1일 하위 호환성을 통해 엑스박스 원용으로 다시 출시되었다.

## 평가
| 평가                                       |      |
| ------------------------------------------ | ---- |
| 통합 점수 통합사 점수 게임랭킹스 90% [ 1 ] |      |
| 통합 점수                                  |      |
| 통합사                                     | 점수 |
| 게임랭킹스                                 | 90%  |